# Geelbein
Geelbein (plattdeutsch für „Gelbes Bein“) ist eine volkstümliche regionale Personenbezeichnung im Magdeburger Raum.

## Ditfurt
Die Einwohner des Dorfes Ditfurt in Sachsen-Anhalt werden laut Sage wegen ihrer Bauernschläue so bezeichnet. Der Ort gehörte zum Damenstift Quedlinburg und war somit abgabenpflichtig.
Diese Abgaben wurden meist in Form von Naturalien geleistet – darunter auch Eier. Auf Grund des weiten Weges zum Quedlinburger Schloss der Äbtissin beschlossen die Bauern die Abgaben mit einem Ochsenkarren zu transportieren. Allerdings fasste dieser Wagen nicht alle Eier der Einwohner. So kam eine Bauersfrau auf die Idee, die Eier einfach herunterzutreten, um so mehr Platz zu schaffen. Nachdem ein Bauer dies getan hatte, kam großes Gelächter auf und die Menge spottete über die gelb gewordenen Beine: „… seht das Geelbein an“.

## Verwendung

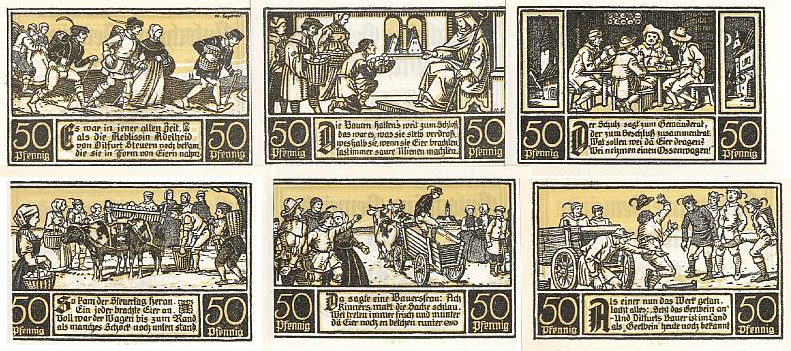
Illustrierte Ditfurter Geelbein-Geschichte auf Notgeldscheinen (um 1920)

Die Geschichte der Geelbeine wurde, meist mit Illustrationen, auf verschiedenen Gegenständen (unter anderem Bierkrüge, Wandbilder) dargestellt. Auch das Notgeld von 1921 trug das Geelbeinmotiv. Das Ende eines Gedichtes lautet:
Als einer nun das Werk getan,
lacht alles: „Seht das Geelbein an“
- Und Ditfurts Bauer ist im Land
als „Geelbein“ heute noch bekannt. 